# Isla Monserrat
Isla Monserrat är en ö i Mexiko. Den ligger på östra kusten i delstaten Baja California Sur, i den västra delen av landet. Ön tillhör Loreto kommun och har en area på 18,4 kvadratkilometer. Ön ingår i nationalparken Bahía de Loreto.
Ön är till stor del en öken. En art av gnagare, peromyscus caniceps lever på ön och Isla Monserrat är dess enda kända levnadsplats. Även råttan chaetodipus baileyi lever på ön. Isla Monserrat har också 13 olika arter av reptiler, främst olika leguaner och skallerormar. Ett mexikanskt fraktfartyg är döpt efter ön. Sedan 2005 är Isla Monserrat tillsammans med många andra öar i Californiaviken klassade som världsarv av UNESCO.